# Beatriu d'Albon
Beatriu d'Albon (nascuda el 1161 - morta el 16 de desembre de 1228 al castell de Vizille), delfina del Vienès, comtessa d'Albon, de Grenoble, d'Oisans i de Briançon de 1162 a 1228, filla de Guigó V d'Albon, delfí del Vienès, i de Beatriu de Montferrat.El seu pare va morir quan no tenia més que un any, i va ser la seva àvia Margarida de Mâcon († 1163) que va assegurar inicialment la regència, el temps de trobar-li un espòs.
Ho va aconseguir just a temps, ja que Beatriu es va casar el 1164 (amb tres anys!) amb Alberic Tallaferro de Tolosa (1157- 1183), segon fill de Ramon V, comte de Tolosa i de Constança de França. El jove espòs no tenia més que set anys, però era el nebot del rei Lluís VII de França. Va començar un acostament del Delfinat, terra d'Imperi, amb el regne de França.
Margarida de Mâcon va morir el 1163, i llavors fou la seva nora Beatriu de Montferrat, la mare de Beatriu, qui va assegura la regència.
Albéric Tallaferro va morir sense posteritat el 1183, i Beatriu es va casar de nou immediatament amb un altre vassall del rei de França, Hug III (1148 † 1192), duc de Borgonya. Tindran tres fills:
- Andreu Guigó VI (1184 † 1237), delfí del Vienès.
- Mahaut o Mafalda (1190 † 1242), casada el 1214 amb Joan I (1190 † 1267), comte de Chalon i després amb Esteve II, comte d'Auxonne
- Anna (1192 † 1243), casada el 1222 amb Amadeu IV (1197 † 1253), comte de Savoia

Hug III va participa en la tercera croada i va morir a Tir. Beatriu es va casar llavors el 1193 a un petit senyor de Bresse, Hug I (1170 † 1205), senyor de Coligny. Tindran dos fills:
- Beatriu, casada amb Albert IV, senyor de la Tour du Pin. El seu fill Humbert de la Tour du Pin es casara amb la seva cosina Anna, neta de Guigó VI, i esdevindrà després delfí del Vienès.
- Maria, casada amb Raü (1220 † 1265), comte de Ginebra